# 丹尼斯·H·克拉特
丹尼斯·H·克拉特（英語：Dennis H. Klatt，1938年3月31日—1988年12月30日）是一名美國語音和聽力科學的研究員。克拉特是計算機語音合成的先驅，他創造了一種界面，首次允許非專業用戶說話。在他的工作之前，沒有語言能力的人需要專家支持才能說話。英國物理學家史蒂芬·霍金使用了這種語音合成器的一個版本，該版本基於克拉特自己的聲音，即使在其他版本出現後，霍金仍選擇保留它。

## 生平
克拉特於1938年3月31日出生於威斯康辛州密爾沃基。他分別於1960年和1961年在普渡大學獲得電機工程學士和碩士學位，並於1964年在密西根大學獲得通訊科學博士學位。他於1965年加入麻省理工學院擔任助理教授，1978年成為高級研究科學家，並擔任麻省理工學院的教師直到離世。
作為60多篇科學論文的作者，克拉特因「對語音合成和識別的基本和應用貢獻」而被美國聲學學會授予語音通訊銀質獎章，並因「設計了一台能夠表達書面語言的機器」而被富蘭克林研究所授予約翰·普萊斯·維瑟爾獎章，這兩項榮譽都是在1987年授予的。
克拉特開發了一個完整的系統，用於從英語文本中合成語音，他的研究導致對英語中分段持續時間規則的詳細說明。在他的整個職業生涯中，克拉特對看到他的工作成果應用於盲人和其他殘疾人的特殊需要保持著濃厚的興趣，例如他在霍金的語音合成器上的工作。在晚年與癌症的長期鬥爭後，他的聲音也被癌症奪去。1988年12月30日，克拉特於麻薩諸塞州劍橋逝世，享年50歲。

## 外部連結
- KlattSyn （页面存档备份，存于） Online demo of a Klatt formant synthesizer, an open-source browser-based web application written in TypeScript.